# Tulio Omar Pérez Rivera

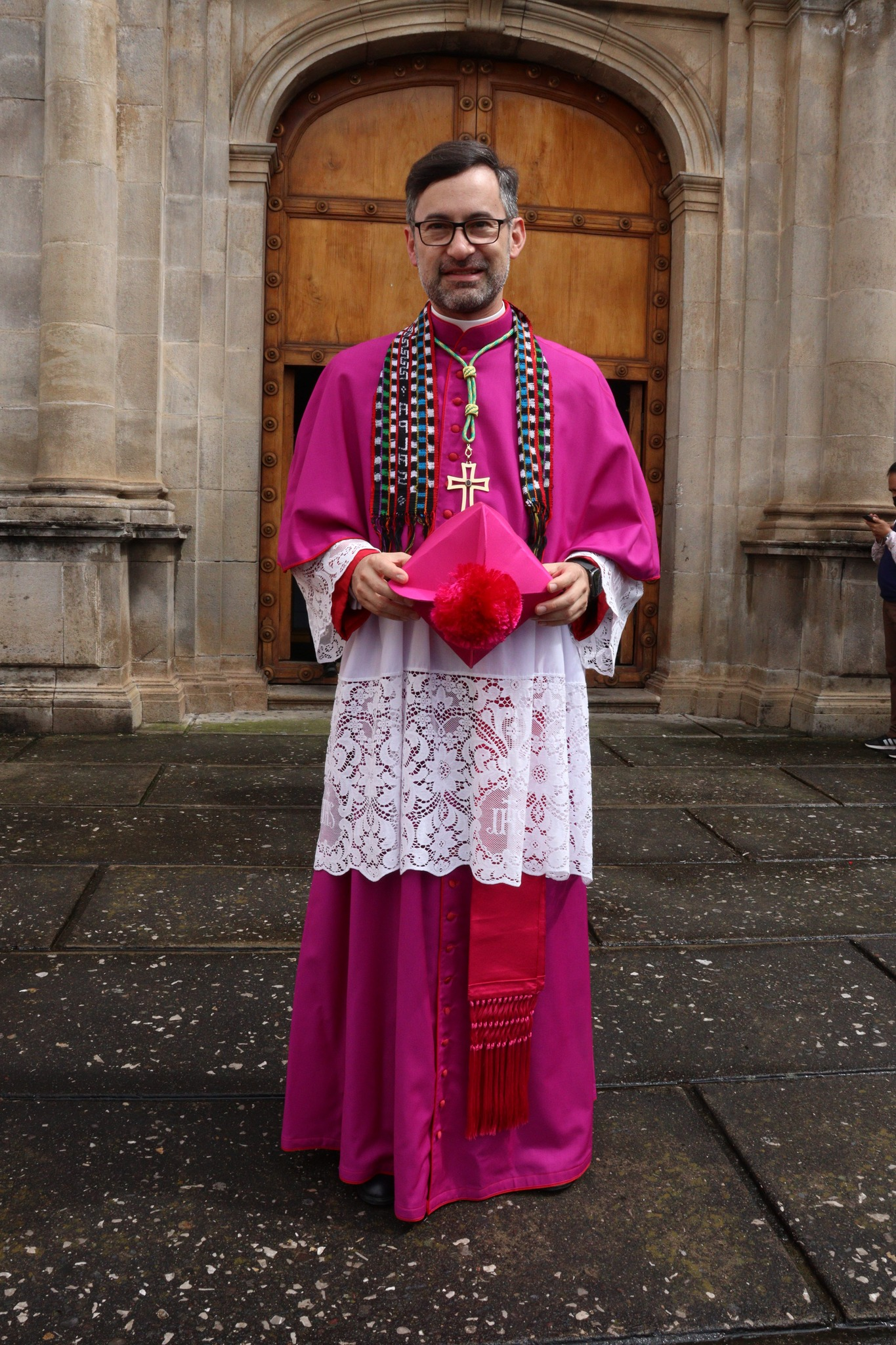
Tulio Omar Pérez Rivera, 2022

Tulio Omar Pérez Rivera (* 14. September 1977 in Guatemala-Stadt) ist ein guatemaltekischer römisch-katholischer Geistlicher und Weihbischof in Santiago de Guatemala.

## Leben
Tulio Omar Pérez Rivera besuchte das Colegio Mons. Angélico Melotto in Chimaltenango und später das Colegio La Salle in Guatemala-Stadt. Anschließend studierte Pérez Rivera Philosophie und Katholische Theologie am Priesterseminar Nuestra Señora del Camino in Sololá. Er wurde am 31. Juli 2004 in der Kathedrale Nuestra Señora de la Asunción in Sololá zum Diakon geweiht und empfing am 19. März 2005 in der Konkathedrale Santa Ana in Chimaltenango durch den Bischof von Sololá-Chimaltenango, Raúl Antonio Martinez Paredes, das Sakrament der Priesterweihe.
Pérez Rivera war zunächst als Rektor des Kleinen Seminars Señor San José in Sololá und als Ausbilder am Priesterseminar Nuestra Señora del Camino tätig. 2009 wurde Tulio Omar Pérez Rivera für weiterführende Studien nach Rom entsandt, wo er 2011 an der Päpstlichen Universität Santa Croce ein Lizenziat im Fach Liturgiewissenschaft erwarb. Nach der Rückkehr in seine Heimat wurde er Pfarrer der Pfarrei Santos Mártires Inocentes Parramos in Chimaltenango und Mitarbeiter der Apostolischen Nuntiatur in Guatemala-Stadt. Danach wirkte Pérez Rivera als Pfarrer der Pfarrei San Andrés in Itzapa in Chimaltenango (2019–2020). Von Juli 2020 bis zum 21. September 2021 leitete er das Bistum Sololá-Chimaltenango während der Zeit der Sedisvakanz als Diözesanadministrator. Ab 2021 war Pérez Rivera Generalvikar des Bistums Sololá-Chimaltenango.
Am 27. Juni 2022 ernannte ihn Papst Franziskus zum Titularbischof von Filaca und zum Weihbischof in Santiago de Guatemala. Der Erzbischof von Santiago de Guatemala, Gonzalo de Villa y Vásquez SJ, spendete ihm am 21. September desselben Jahres in der Catedral Primada Metropolitana de Santiago die Bischofsweihe; Mitkonsekratoren waren der Weihbischof in Santiago de Guatemala, Raúl Antonio Martinez Paredes, und der Apostolische Nuntius in Guatemala, Erzbischof Francisco Montecillo Padilla.